# Piazza pulita (film)
Piazza pulita è un film del 1973 diretto da Luigi Vanzi.

## Trama
Nel 1931, quando verso la fine del proibizionismo i principali boss si sono ormai suddivisi il territorio da sfruttare, la famiglia di uno di questi - ucciso in uno scontro - decide di inviare mezzo milione di dollari in Sicilia nascosti nel corpo del defunto. A tale scopo ingaggia Pete Di Benedetto, un killer già al servizio di Al Capone ma attualmente negletto dalla mala newyorchese. L'ambizioso giovane, deciso a sfruttare l'occasione, chiede l'aiuto di Polese, il boss imperante di Farmington nella Virginia Occidentale. Polese esegue con i suoi uomini il colpo, ma ridicolizza Pete che si vendica prontamente catturando Perla, la donna del boss, e imponendo la consegna di tutto il malloppo quale riscatto della prigioniera. Polese riesce a raggiungere il solitario killer ed a punirlo ferocemente. Perla, tornata sul posto per seppellire il disgraziato suo ex carceriere, lo trova vivo e lo affida ad un contadino. Nella notte di Natale Pete raggiunge Polese e i suoi nel covo e li massacra tutti. Tuttavia, ferito a morte dallo stesso avversario, invano chiede aiuto alla superstite Perla che si allontana con il fardello insanguinato dei dollari.

## Distribuzione
Il film è stato distribuito nei cinema italiani il 3 marzo 1973.